# Aphelonema viridis
Aphelonema viridis är en insektsart som beskrevs av Dozier 1928. Aphelonema viridis ingår i släktet Aphelonema och familjen Caliscelidae. Inga underarter finns listade i Catalogue of Life.